# Fürchtegott Leberecht Bartholomäi
Fürchtegott Leberecht Bartholomäi (* 3. Juli 1794 in Torgau; † nach 1875) war ein deutscher Lehrer und Autor.

## Leben
Nach dem Besuch des Lehrerseminars und 1825 erfolgter Magisterprüfung an der Universität Jena und einiger Zwischenstationen wurde Bartholomäi 1833 Bürgerschullehrer in Zwickau. 1860 wurde er emeritiert.

## Schriften (Auswahl)
- Volkserziehungslehre, oder kurzer, leichtfaßlicher Unterricht für Väter und Mütter aus dem Bürger- und Bauernstande, die ihre Kinder zu gesunden, gebildeten, guten u. glücklichen Menschen erziehen wollen. Zwickau, 1852.
- Für Zwickau’s Kinder. Zur gemeinnützlichen Belehrung und angenehmen Unterhaltung. Zwickau, 1863.
- Musivisches Quodlibet. In Liebe dargereicht meinen Gönnern und Freunden zur Semisäcularfeier meiner Doctorpromotion am 1ten August MDCCCXXV in Jena. Unter dem Dekanat des Professor der Geschichte D. Heinr. Luden von D. Fürchtegott Leberecht Bartholomäi. Zwickau 1875.